# Коллингвуд, Робин Джордж
Робин Джордж Коллингвуд (англ. Robin George Collingwood; 22 февраля 1889 года, Ланкашир — 9 января 1943 года, там же) — британский философ, историк, археолог, специалист по древней истории Британии.
Родился в семье художника и искусствоведа, профессора Редингского университета У. Дж. Коллингвуда. Учился в Оксфордском университете. В 1936—1941 годах там же именной профессор метафизической философии.
Самый знаменитый труд, «Идея истории», посвященный философии истории, издан после смерти автора. Коллингвуд был связан не только с философией истории, но и практически занимался историей и археологией.
Коллингвуд сформулировал следующие основные подходы к изучению прошлого:
1. историк может изучать лишь то прошлое, которое не мертво, а живёт в настоящем (например, современный историк имеет возможность изучать Средние века лишь настолько, насколько в настоящем ещё живут способы мышления людей Средних веков);
2. историческое знание (история как наука) есть воспроизведение и проигрывание заново в уме историка всей совокупной мысли, историю которой он изучает, поскольку всякая история представляет собой не что иное, как историю мысли; отсюда следует, что историческая наука — это самопознание духа (книга, керамика, остатки разрушенной башни и т. д. являются свидетельствами эпохи, которые историк должен как-то расшифровать, то есть понять их как выражение каких-то целей, ставившихся людьми в прошлом, понять как смыслы, вкладывавшиеся людьми в их творения, понять способ мышления людей об их жизни в прошлом);
3. историческое знание есть воспроизведение прошлой мысли в контексте мыслей настоящего, которые удерживают воспроизводимую мысль в плоскости, отличной от её собственного окружения (то есть удерживают нас от смешения прошлого с настоящим).

Если для естествоиспытателя причиной события является совокупность законов природы, действие которых вызвало данное событие, то для историка причина события — это внутреннее состояние события, совокупность конкретных мыслей в сознании человека, осуществляющего данное событие (то есть мыслей, проявляющихся в ходе события и определяющих этот ход).
- «Готовность любой ценой установить, что же произошло в действительности», Р. Дж. Коллингвуд назвал первой обязанностью историка[2].

Как отмечает проф. В. М. Строгецкий, в своих работах Коллингвуд «иногда противоречит сам себе».

## Труды
- R. G. Collingwood. The Archeology of Roman Britain. — 1930.
- R. G. Collingwood. An essay on philosophical method. — Oxford, 1933.
- R. G. Collingwood, J. N. L. Myres Roman Britain and the English settlements. — 1936.
- R. G. Collingwood. An autobiography. — L., 1944.
- R. G. Collingwood. The idea of nature. — Oxford, 1945.
- R. G. Collingwood. The Idea of History. — Oxford at the Clarendon Press, 1946.
- R. G. Collingwood. Essays in political philosophy / Ed. D. Boucher. — Oxford, 1989.
- R. G. Collingwood. The principles of history. — Oxford, 1999.
- R. G. Collingwood. The philosophy of enchantment / Ed. by D. Boucher a. o. — Oxford, 2005.

Переводы на русский язык
- Коллингвуд Р. Дж. Идея истории. Автобиография / Перевод и комментарии Ю. А. Асеева; Статья М. А. Кисселя; Отв. ред.: И. С. Кон, М. А. Киссель; Академия наук СССР. — М.: Наука, 1980. — 488, [2] с. — (Памятники исторической мысли). — 42 000 экз.
- Коллингвуд Р. Дж. Принципы искусства = The Principles of Art. — Языки русской культуры, 1999. — (Язык. Семиотика. Культура). — ISBN 5-88766-017-1.

## Литература

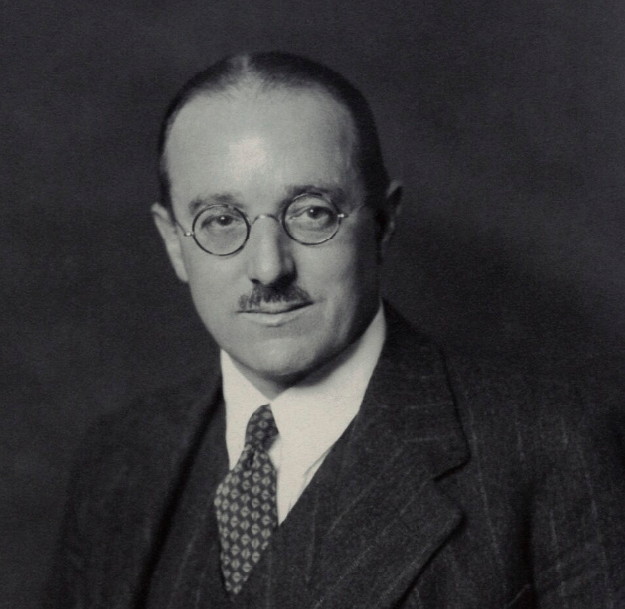
Коллингвуд (1936)